# Oligosita magnifica
Oligosita magnifica is een vliesvleugelig insect uit de familie Trichogrammatidae. De wetenschappelijke naam is voor het eerst geldig gepubliceerd in 1937 door Dozier.